# Woodhall Park
Woodhall Park est une maison de campagne classée Grade I près de Watton-at-Stone, Hertfordshire, Angleterre. Le bâtiment néoclassique du XVIIIe siècle est situé dans un parc clos de murs dans la vallée de la Beane. Elle abrite l'école Heath Mount depuis les années 1930.

## Histoire
Thomas Rumbold (en), qui devient plus tard baronnet, acquiert le domaine Woodhall grâce à la fortune qu'il a constituée en Inde. L'un de ses associés à Chittagong, Harry Verelst, contribue au financement. Le domaine et son manoir abritent à l'origine la famille Butler ou Boteler.
L'architecte Thomas Leverton est chargé par Rumbold de concevoir une nouvelle maison pour remplacer le manoir sur un site voisin. Rumbold devient gouverneur de Madras en 1778 et prend des dispositions pour que les travaux sur la maison se poursuivent en son absence, les paiements étant effectués à partir de son compte à la Goslings Bank. Souffrant de problèmes de santé, il retourne en Angleterre en 1780. La Compagnie des Indes orientales, mécontente de la Seconde Guerre Anglo-Mysore, le licencie l'année suivante. Il continue à servir comme député jusqu'en 1790.
Lorsque Rumbold meurt en 1791, il était, selon l'Oxford Dictionary of National Biography, insolvable. Aux termes de son testament, la propriété est vendue au profit des enfants de son second mariage. Elle est acquise par Paul Benfield, qui agrandit la maison. Son architecte n'est pas connu. Benfield, qui est décrit comme « peut-être le plus notoire des nababs » fait faillite. Le domaine est acheté par Samuel Smith en 1801.

## Architecture
Les plans de Leverton ont été exposées à la Royal Academy en 1777.
Décrivant le travail de Leverton à Woodhall Park, Nikolaus Pevsner déclare que ses intérieurs « ont un style, résolument le leur, différent de celui d'Adam, de Chambers ou de Holland » et que leur caractère ressort plus clairement dans le couloir de l'escalier central, « abondamment mais très délicatement décoré de plâtre à l'antique ".

## Parc
Philip Boteler obtient une autorisation pour créer un parc au XVIe siècle. L'apparence actuelle du parc reflète l'aménagement paysager réalisé à la fin du XVIIIe siècle pour Rumbold. Un barrage est construit pour retenir la rivière Beane afin de créer un « large » en vue de la maison. Au XXI siècle, un nouveau canal est creusé pour contourner le barrage pour permettre la migration des poissons.
Dans sa jeunesse, Joseph Paxton est employé à Woodhall Park par Samuel Smith. Il est l'apprenti du jardinier de Smith, William Griffin. À cette époque, le jardin semble avoir eu de bonnes installations pour la culture fruitière, une des activités pour lesquelles Paxton devient célèbre plus tard lorsqu'il travaille pour le duc de Devonshire. Le potager clos de murs est classé grade II.
Le parc est inscrit en 1987 au registre des parcs et jardins historiques d'intérêt historique spécial en Angleterre.
Au XIXe siècle, la famille Smith détourne le tracé de l'autoroute entre Watton et Ware, l'éloignant ainsi de la maison. La limite du parc est marquée par un mur de briques le long de cette route (qui fait maintenant partie de l'A602) et également le long de la route entre Watton et Hertford (qui fait maintenant partie de l'A119). Il existe des pavillons de gardiens contrôlant l'accès depuis les deux routes. "Hertford Lodge East" est daté d'environ 1870 ; "Ware Lodge", daté d'environ 1840, est de style néo-grec et classé Grade I.